# آدم هنري (لاعب دوري الرغبي)
آدم هنري (بالإنجليزية: Adam Henry)‏ هو لاعب دوري الرغبي نيوزيلندي، ولد في 1991 في أوكلاند في نيوزيلندا.